# Полное собрание сочинений Пушкина (1937—1959)
Полное собрание сочинений Пушкина в 16 томах — издание произведений, критических статей и переписки Александра Сергеевича Пушкина, начатое Академией наук СССР в 1933 году и приуроченное к отмечавшемуся в 1937 году столетию со дня гибели поэта. Выпуск собрания сочинений осуществлялся издательством АН СССР в 1937—1949 годах, дополнительный семнадцатый том был издан в 1959 году и не имел нумерации, а с учётом полутомов издание включает 20 книг.
Произведения в собрании расположены сначала по отдельным видам и жанрам, внутри каждого вида и жанра — в хронологическом порядке. 
Стихотворения Пушкина включены в первые три тома, поэмы — в 4-й и 5-й тома, отдельный 6-й том посвящён полностью роману «Евгений Онегин». Драматические произведения включены в 7-й том, проза — в 8-й том, в 9-м томе помещена «История Пугачёва», в 10-м — «История Петра». 
Публицистика и критические статьи были помещены в 11 и 12 тома, тома 13—16 включали переписку поэта. 
Дополнительный том включал обнаруженные или пропущенные тексты, а также сводные указатели ко всему изданию. 
Издание и по сей день является самым полным собранием литературных творческих текстов Пушкина.

## История издания
Идея полного академического издания произведений Пушкина впервые была озвучена накануне празднования столетнего юбилея поэта. К 1899 году Отделением русского языка и словесности Императорской Академии наук был подготовлен и издан первый том. Издание подверглось множественным критическим замечаниям по поводу принципов отбора и расположения текстов, а также явной неполноты при его составлении. Как отмечал директор Пушкинского Дома Н. Н. Скатов, текущее состояние филологической науки, в частности текстологии, в те годы не позволяло достичь необходимого для академического издания качественного уровня, и к концу 1920-х годов работа над собранием была полностью прекращена. Всего в составе Собрания вышли 6 томов — первые четыре, 9-й (в 2 книгах) и 11-й. Последней в 1929 году была издана вторая книга 9 тома — комментарий к критической прозе Пушкина, подготовленный Н. К. Козминым.
Вопрос о возвращении к изданию полного собрания сочинений Пушкина никогда не сходил с повестки дня пушкинистов, на конференциях в Москве в 1928 году и в Ленинграде в 1933 году литературоведы обсуждали научные принципы нового издания. Задача была значительной и сложной, не только из-за объёмов пушкинских текстов, но, в особенности, из-за огромного количества черновых текстов, набросков, планов и неосуществлённых замыслов, сохранившихся в бумагах поэта. Предстояло решить, каким образом классифицировать и распределить пушкинское наследие по томам — следовать ли хронологическому порядку их создания или сгруппировать их по литературным жанрам. И в первом, и во втором случае предстоял титанический труд по датировке пушкинских текстов, либо по определению жанра и интерпретации многочисленных черновиков, набросков и неоконченных текстов — стихотворение или начало поэмы, исторический труд или публицистическая статья. Изначально рядом руководителей АН СССР были высказаны сомнения в возможности подготовки издания к Пушкинскому юбилею 1937 года по ряду причин — финансовых и научных. Академики Пиксанов и Волгин предложили для начала сосредоточиться над выпуском 12-томного издания сочинений Пушкина в рамках серии «Академическая библиотека русских писателей», в качестве «ещё одного репетиционного, опытного издания». Но большинство пушкинистов высказались против распыления усилий для одновременной подготовки двух академических изданий. Общее настроение передано в письме Цявловского Якубовичу:

«Итак, нужно ли сейчас еще одно „предакадемическое“ издание, еще один „опыт“? Опять-таки по чистой совести скажу — не нужен. Лично для меня опыт двух изданий (краснонивское и гихловское) дал огромный материал, и для меня сейчас все проблемы академического издания ясны до мельчайших подробностей. Но дело, конечно, не только во мне. И Оксман, и Томашевский имеют не меньший опыт — и вполне готовы приступить к академическому изданию»— 
На конференции в Ленинграде было принято решение строить новое издание по жанрово-хронологическому принципу. Согласно выработанному плану подготовки издания, каждый том нового собрания должен был содержать наряду с основными вариантами текстов произведений все сохранившиеся редакции и варианты, а также научные комментарии к текстам на уровне академических исследовательских статей. К подготовке издания приступил коллектив пушкинистов, среди которых были как известные учёные дореволюционной школы, так и молодые литературоведы, пришедшие в науку в советские годы: Н. О. Лернер, М. А. Цявловский, П. Е. Щёголев, Д. Д. Благой, С. М. Бонди, Д. П. Якубович, Ю. Н. Тынянов, Ю. Г. Оксман, Б. В. Томашевский и другие.
Первым томом Полного собрания, подготовленным к печати в 1935 году, стал седьмой том, включавший драматургическую часть пушкинского творчества. Данный том стал единственным, подготовленным и вышедшим в печать в том виде, как это изначально задумывалось редакторами издания: тексты Пушкина сопровождали научные комментарии, разборы текстов — окончательных и черновых вариантов, сведения об исторических и литературных источниках, на которые опирался поэт, биографические комментарии. Тексты черновых вариантов произведений были включены в отдельный раздел «Другие редакции и варианты». Справочный материал тома содержал значительную долю новаторских исследований, основанных на последних тенденциях в литературоведении того времени. Комментарии и примечания заняли половину тома, а с учётом того, что для комментариев был выбран гораздо более компактный шрифт, научный аппарат тома намного превзошёл по объёму оригинальный пушкинский текст. Выход седьмого тома вызвал за собой целую серию публикаций и исследований, основанных на его материалах. Редактором тома был Дмитрий Петрович Якубович, контрольным рецензентом Сергей Михайлович Бонди, над подготовкой к печати драматических произведений Пушкина и их вариантов работали также Н. В. Измайлов, Б. В. Томашевский, М. П. Алексеев, Г. О. Винокур, Н. В. Яковлев, А. Л. Слонимский и Ю. Г. Оксман.
Несмотря на превосходные отзывы пушкинистов на выход первого из томов нового Полного собрания, седьмой том остался последним, подготовленным и вышедшим в соответствии с первоначальным замыслом и снабжённым мощным научным аппаратом. На коллектив пушкинистов, готовивших выпуск собрания, обрушился вал критики. Злую шутку с изданием сыграло включение издания Полного собрания в план мероприятий Пушкинского юбилея — 100-летия со дня смерти поэта. Кропотливая работа учёных над комментариями к каждому тому делала невозможным завершение издания собрания к юбилейному 1937 году, что стало ясно в ходе обсуждения на заседании Пушкинской комиссии в апреле 1936 года. Большинство учёных наотрез отказалось от идеи ускорения работы над научным аппаратом томов собрания в ущерб его качеству. В ответ на обвинения в срыве планов издания литературовед Цявловский в сердцах заявил: «Вели Совнарком дать мне приказ сунуть этот стул в карман, я всё равно не сумею его выполнить». Положение усугубилось некачественным полиграфическим оформлением первого из вышедших томов, не соответствовавшим праздничному размаху задуманного правительством празднования пушкинского юбилея. Один из участников заседания пушкинской комиссии так описал свои впечатления от внешнего вида издания: «Я почти заплакал, когда увидел этот шоколадный томик с портретами, сделанными плохой четырёхцветкой». На литературоведов обрушились правительственные и партийные функционеры: «Кого издаём? Пушкина или пушкинистов?» В одном из партийных журналов вышел фельетон «Каста пушкинистов», в котором учёных обвинили в «рвачестве» и цинизме, желании урвать побольше за счёт всенародного праздника: «Столетний юбилей бывает раз в сто лет. Век живи — такой ярмарки не будет. Лови момент! Рви, где можно!»
Поначалу сохранялась надежда, что пушкинистам оставят возможность работать по первоначальному плану, Юлиан Оксман писал в статье в «Литературном Ленинграде» о варианте одновременного выпуска двух изданий: «большого 18-томного академического издания (тиражом в 10-12 тыс. экз.), в котором будут полностью сохранены все комментарии, и другого, 13-томного (с сокращёнными комментариями), которое выйдет тиражом в 40-50 тыс. экз.» Но после вала критики последовал неминуемый поиск виновных во «вредительстве» и на Оксмана, одного из ведущих редакторов издания, поступил донос сотрудницы Пушкинского Дома, в котором учёный обвинялся в прямом вредительстве и умыслах по срыву издания собрания и мероприятий готовившихся пушкинских празднеств. В начале ноября 1936 года Оксман был арестован, следом последовали аресты ещё ряда учёных, вовлечённых в работу над собранием. В этой атмосфере пушкинистам пришлось пойти на отказ от сопровождения пушкинских текстов научным аппаратом. Согласно выработанному новому плану обширные комментарии были заменены лишь краткими источниковедческими справками. Издание почти уже готовых томов собрания с лицейской лирикой, поэмами, а также четырёх томов переписки поэта было отменено. Более того, учёным пришлось сражаться за включение в полное собрание вариантов и редакций пушкинских произведений, также показавшихся партийному руководству «излишними». Редактор издательства Академии наук впрямую требовал избавиться от «пушкинского брака» — «вы печатаете то, что Пушкин отбросил, вы печатаете пушкинский брак!»
В 1937 году вышел первый том Собрания с лицейской лирикой Пушкина в соответствии с новым более торжественным оформлением — большего формата, плотной бумагой, золотым тиснением на корешке, но лишённый комментариев. Заодно был перепечатан и седьмой том, также с выброшенным научным аппаратом. В предисловии к первому тому редакция издания сообщила о том, что научные комментарии будут опубликованы позднее в отдельных изданиях: 

«Все вопросы, связанные с обоснованием текста, с датировкой, с доказательством принадлежности Пушкину печатаемых в отделе Dubia стихотворений, являются предметом особой комментаторской работы, неотъемлемой от изучения творческой истории произведения, то есть истории создания и работы Пушкина над данным произведением в свете идеологических, исторических, историко-литературных и биографических фактов. Подобного рода комментарий издается в виде особой серии трудов Редакционной коллегии издания. Именно там читатель должен искать ответа на вопросы, почему то или иное произведение включено или, наоборот, не вошло в издание, почему редактор предпочёл то или иное чтение, почему оно напечатано в данном месте издания. В настоящем издании дается лишь результат подобных исследований, без его мотивировки»— От редакции. Пушкин А. С. Полное собрание сочинений: В 16 т. Том 1
.
Но обещанная особая серия комментариев так и не была напечатана. Часть из подготовленных научных разделов увидела свет в виде отдельных журнальных публикаций, часть же осталась в архивах подготовивших их пушкинистов в виде рукописей и заготовок. Со смертью участников подготовки Полного собрания не всегда удавалось сохранить их рукописные архивы и часть из подготовленного научного аппарата Собрания оказалась утрачена навсегда. К следующему пушкинскому юбилею 1949 года были напечатаны 16 томов Собрания и партийные руководители поспешили доложить Сталину, что к очередной юбилейной дате печать Собрания завершена. В итоге три почти готовых тома — рисунков и коротких записей Пушкина, а также том указателей, оказались «за бортом» академического издания. Пушкинисты не оставляли надежды, что, несмотря на объявленное завершение работы над собранием им всё же удастся дополнить его тщательно готовившимися тремя томами, но только через десять лет, в 1959 году удалось издать том с указателями, оставшийся без порядкового номера, два других тома так и не были отпечатаны.

## Состав Полного собрания

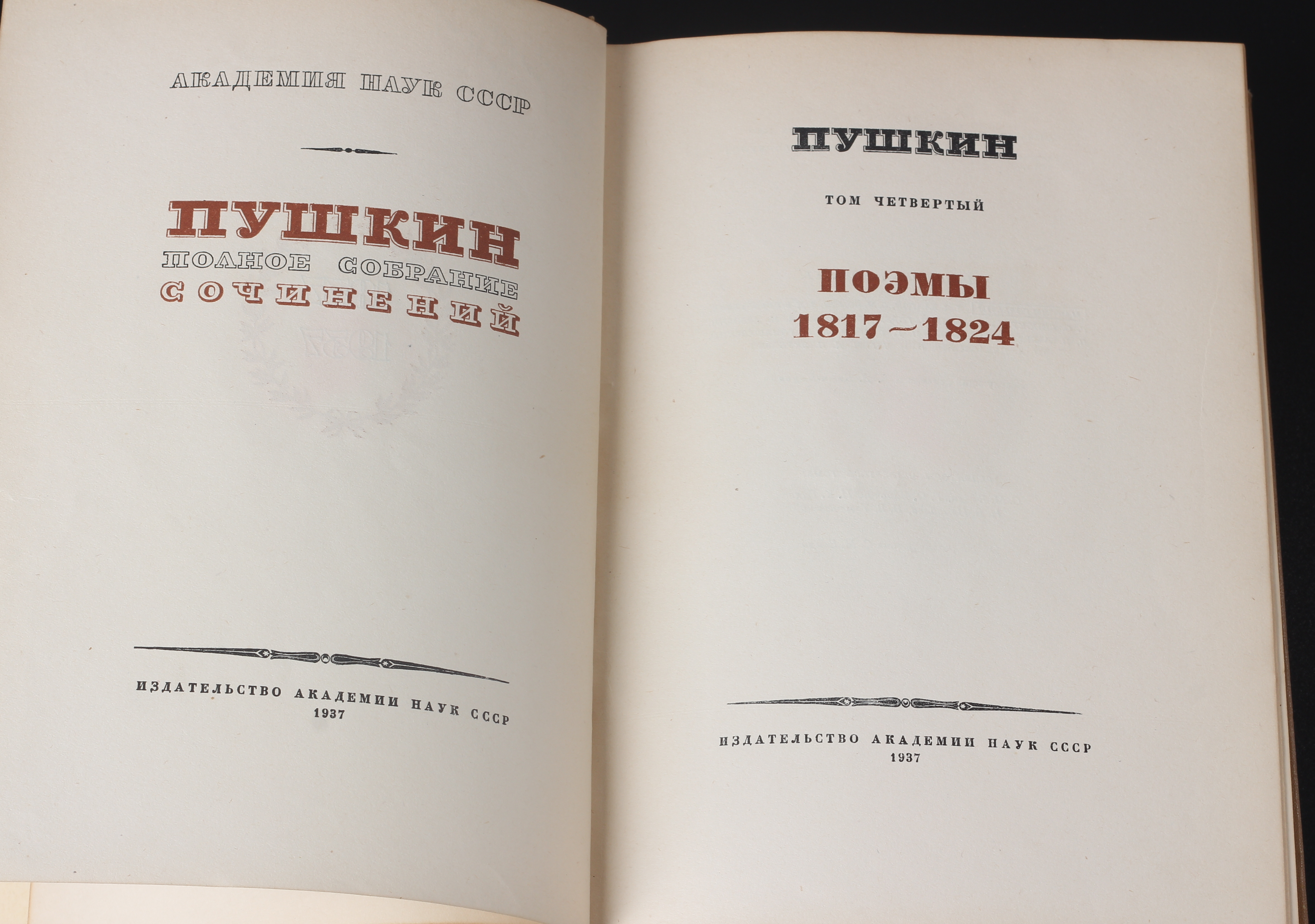
Издание 1937 года. Разворот.

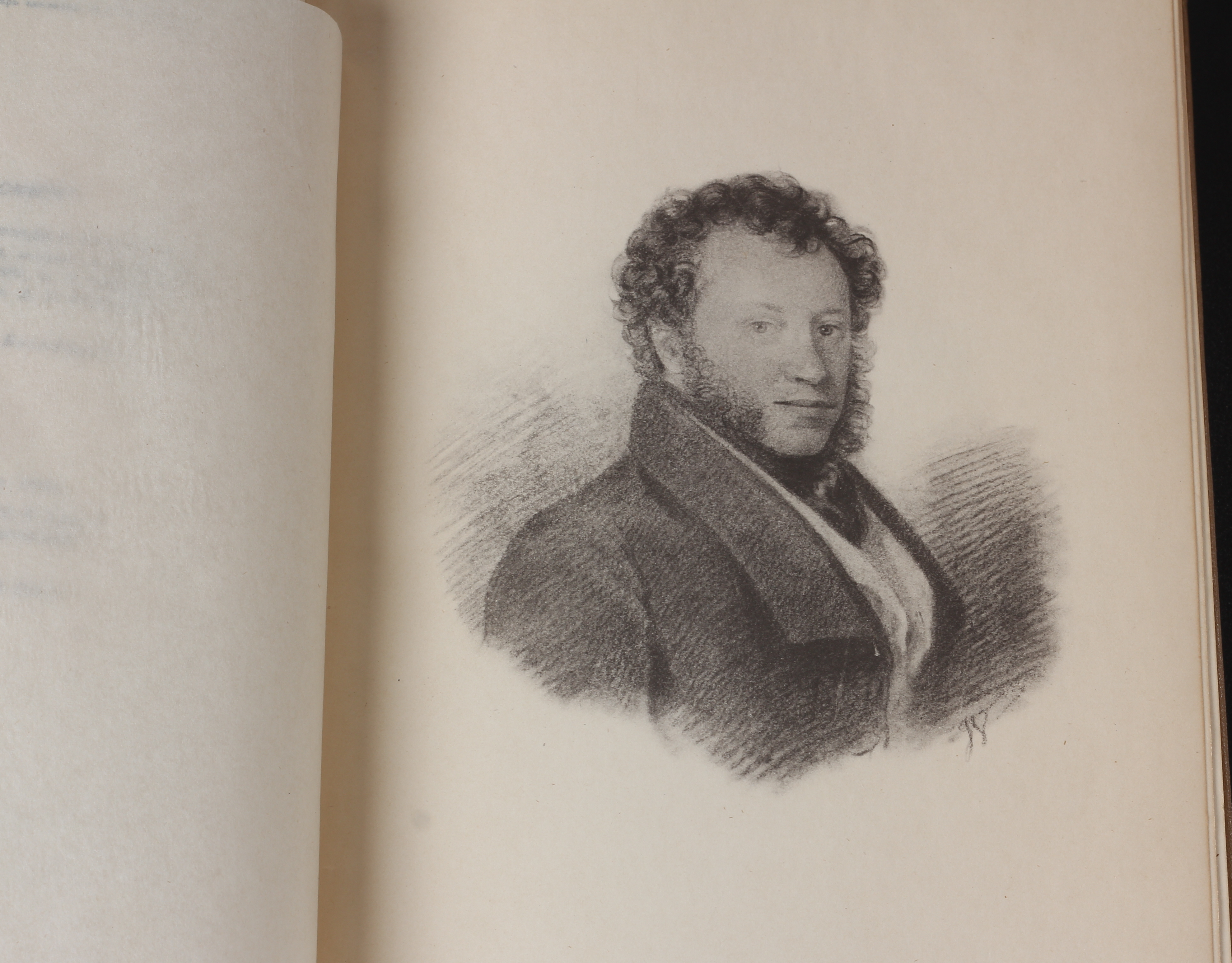
Портрет Пушкина в академическом издании 1937 года.

### Том 1. Лицейские стихотворения. 1937 год
Несмотря на жанровый принцип распределения произведений Пушкина по томам Собрания, в том лирики лицейского периода были включены все произведения лицейских лет, включая поэмы «Монах», «Бова», «Тень Фонвизина». Редакторами первого тома были Мстислав Александрович Цявловский и его ученица и супруга Татьяна Григорьевна Зенгер (Цявловская), контрольным рецензентом — Борис Викторович Томашевский. Одной из главных методологических особенностей при составлении первого тома, коренным образом отличавшей его от остальных томов собрания, стало выбор в качестве главного варианта произведения его версии лицейских лет, а не более поздние варианты в доработке зрелого Пушкина. По мнению Цявловского, включение более поздних версий 1817—1829 годов не позволили бы читателям получить впечатление о Пушкине-лицеисте. Более поздние же варианты лицейской лирики были опубликованы в разделе «Другие редакции и варианты», по подсчёту Цявловского Пушкин значительно переработал более 50 стихотворений времён Лицея при подготовке их к печати в 1825—1829 годах. Так как лишь незначительная часть лицейских стихотворений была опубликована Пушкиным при жизни, и ещё часть из них была напечатана при жизни и после смерти поэта без его участия, а большинство лицейских черновиков просто не сохранилось, перед учёными пушкинистами стояла весьма сложная задача по составлению наиболее полного собрания. Для этого пришлось обработать бесчисленное множество списков, сборников, личных альбомов, чему Цявловский посвятил огромную часть своей жизни. Все изученные списки включали в себя зачастую сильно отличавшиеся друг от друга варианты стихотворений. Все эти варианты были также приведены в разделе других редакций, для части стихотворений было приведено до двадцати различных вариантов.

### Том 2. Стихотворения 1817—1826. Лицейские стихотворения в позднейших редакциях. Книга 1 — 1947 год. Книга 2 — 1949 год
Том стихотворений Пушкина со времени окончания Лицея и по 1826 год готовился под общей редакцией М. А. Цявловского, в его подготовке принимали участие Д. Д. Благой, С. М. Бонди, Т. Г. Зенгер, Н. В. Измайлов, И. Н. Медведева, контрольный рецензент — Б. В. Томашевский. В отличие от тома лицейской лирики, в состав которого было включено множество произведений никогда ранее не издававшихся, большинство стихотворений второго тома были хорошо известны и издавались многократно. При этом учёные провели большую работу по изучению рукописных списков пушкинских стихов, так как при его жизни в печати многие стихотворения выходили в сильно искажённом цензурой виде. В результате части стихотворений в разделе других редакций и вариантов отведены по несколько десятков страниц. При установлении главного варианта оды «Вольность» Цявловский использовал 65 вариантов, сохранившихся в списках, для послания к Чаадаеву — до 60 сохранившихся копий. В состав второго тома собрания была включена «нескромная» пушкинская сказка «Царь Никита и сорок его дочерей», ранее публиковавшаяся лишь однажды в пушкинском собрании П. А. Ефремова. Хотя вопрос об авторстве сказки уже не стоял, но восстановление её полного текста стало непростой научной задачей, так как в бумагах Пушкина сохранились лишь первые 26 стихов. Наиболее достоверным вариантом для включения в собрание был признан вариант, записанный по памяти братом поэта Львом Сергеевичем Пушкиным. Несмотря на включение в академический сборник, фривольная сказка Пушкина и в дальнейшем крайне редко публиковалась в сборниках произведений поэта.

### Том 3. Стихотворения 1826—1836. Сказки. Книга 1 — 1948 год. Книга 2 — 1949 год
Том зрелой лирики Пушкина готовился под общей редакцией Мстислава Александровича Цявловского, в его подготовке принимали участие С. М. Бонди, Т. Г. Зингер, Н. В. Измайлов, А. Л. Слонимский, контрольный рецензент — С. М. Бонди. Среди основной работы пушкинистов в томе зрелой лирики поэта было сопоставление различных известных вариантов стихотворений Пушкина — рукописных и прошедших цензуру при печати, сохранившихся в переписке, рукописных сборниках.

### Том 4. Поэмы 1817—1824. 1937 год
Том был подготовлен под общей редакцией Сергея Михайловича Бонди, в работе над подготовкой произведений, вошедших в этот том принимали участие Г. О. Винокур, Н. К. Гудзий, Н. В. Измайлов, Контрольный рецензент — Б. В. Томашевский. В том вошли поэмы «Руслан и Людмила» и романтические «южные поэмы» — «Кавказский пленник», «Бахчисарайский фонтан», «Братья-разбойники», «Цыганы». Здесь же был напечатан отрывок из незавершённой поэмы «Вадим», ранее по традиции помещаемый в раздел стихотворений. Злую шутку отказ от печати научных комментариев к тому сыграл с вариантами «Гаврилиады». В отсутствие рукописных оригиналов в архивах Пушкина, готовивший «Гаврилиаду» к печати Борис Викторович Томашевский при изначальной подготовке тома поместил известные варианты в раздел с научными комментариями. В итоге все они оказались выброшенными за пределы тома вместе с прочим научным аппаратом тома. Но в целом раздел других версий 4-го тома оказался богат на варианты пушкинских текстов — 260 страниц против 200 страниц канонических версий, многие из редакций были опубликованы впервые.

### Том 5. Поэмы 1825—1833. 1948 год
Том подготовлен под общей редакцией Сергея Михайловича Бонди, в подготовке тома принимали участие Н. В. Измайлов, Б. М. Эйхенбаум, Д. П. Якубович. Контрольный рецензент — Б. В. Томашевский. Главной задачей при подготовке тома было установление оригинального текста поэмы «Медный всадник». Личный цензор поэта Николай I своей рукой внёс столько правок в тексте пушкинской рукописи, что в итоге Пушкин, поначалу начавший правку поэмы, затем отказался от попыток опубликовать её. После смерти поэта за доработку текста, который прошёл бы цензуру, взялся Василий Андреевич Жуковский. Задачу пушкиноведов осложняло то, что не все из правок Пушкина следовало считать вынужденными, часть явно следовало отнести к художественной доработке. Огромное значение в восстановлении пушкинских замыслов сыграла найденная накануне начала работы над Собранием в хранилище бывшего Румянцевского музея рукопись самого позднего варианта поэмы. Значительный объём тома заняли варианты и редакции поэмы «Полтава», дающие представления о работе поэта и изменениях в композиции поэмы. Впервые в 5 томе Собрания была представлена наиболее полная версия незаконченной поэмы «Езерский», восстановленная Н. В. Измайловым.

### Том 6. Евгений Онегин. 1937 год
Том подготовлен Борисом Викторовичем Томашевским, контрольным рецензентом выступил Г. О. Винокур. В томе приведены все беловые и черновые редакции поэмы. Была проделана огромная работа по систематизации всех существующих вариантов пушкинского текста, включая наиболее пострадавшую от цензуры десятую главу.

### Том 7. Драматические произведения. 1948 год
Общая редакция Д. П. Якубовича, редакторы тома — М. П. Алексеев, С. М. Бонди, Г. О. Винокур, А. Л. Слонимский, Б. В. Томашевский, Н. В. Яковлев, Д. П. Якубович. Контрольный рецензент — С. М. Бонди. Единственный том, опубликованный в трёх различных редакциях. Ставший первым, подготовленным к печати в 1935 году, седьмой том послужил спусковым крючком критического огня советской партийной номенклатуры, обрушившейся на пушкиноведов накануне Пушкинского юбилея. В 1937 году том вышел вновь, в соответствии с новой концепцией — лишённый комментариев, тиражом в 1000 экземпляров. В 1948 году вышла окончательная редакция тома, значительно дополненная в связи с находками пушкинских рукописей, в частности — с найденной рукописью «Пира во время чумы», долгие годы считавшейся утерянной.

### Том 8. Романы и повести. Путешествия. Книга 1 — 1938 год. Книга 2 — 1940 год
Общий редактор 8 тома — Борис Викторович Томашевский, над томом работали С. М. Бонди, В. В. Виноградов, Л. Л. Домгер, Н. В. Измайлов, И. Н. Медведева, Л. Б. Модзалевский, Ю. Н. Тынянов, Д. П. Якубович. Контрольный рецензент — Б. М. Эйхенбаум. Решением редакции в первой книге восьмого тома были помещены все прозаические произведения Пушкина — не разделяя законченные и незавершённые. К незавершённым были отнесены «Арап Петра Великого», «История села Горюхина», «Рославлев», и ранее включавшиеся в сборники пушкинской прозы наряду с завершёнными произведениями, а также незавершённые произведения и отрывки «Роман в письмах», «Мария Шонинг», «Гости съезжались на дачу», «На углу маленькой площади», «Цезарь путешествовал». Впервые в разделе прозы были помещены «Путешествие в Арзрум» и «Отрывок из письма к Д.» (Дельвигу). Вторую книгу тома занял раздел «Другие редакции и варианты», и по объёму — 620 страниц, — этот раздел намного превысил объём основных редакций. Во многом столь обширный объём редакции и варианты заняли из-за решения сопроводить их выдержками окончательных вариантов пушкинского текста, отделённых вертикальной чертой — громоздкий вариант был выбран С. М. Бонди для большей наглядности работы Пушкина над текстом.

### Том 9. История Пугачёва. Книга 1 — 1938 год. Книга 2 — 1940 год
Редактор тома — Василий Леонидович Комарович. В первой книге девятого тома были размещены «История Пугачёва» с пушкинскими примечаниями, а также опубликованные им приложения к своему историческому труду — куда вошли хроники осады Оренбурга и Яицкой крепости, журнал действий подполковника Михельсона, указы и переписка правительственной стороны, некоторые документы из пугачёвского лагеря. Во вторую книгу девятого тома вошли документы, архивные выписки и другие документы, собранные Пушкиным во время работы над «Историей Пугачёва», но которые он по каким-либо соображениям не включил во второй том своего труда. Здесь особый интерес вызывают записи рассказов очевидцев событий Пугачёвщины, журналы боевых действий офицеров правительственных войск, выписки из архивных дел. Кроме этого, в разделе других вариантов и редакций были помещены пушкинские черновые варианты, дающие представления о редактировании Пушкиным первоначального плана после поездки по местам, где разворачивались события восстания.

### Том 10. История Петра. Записки Моро де Бразе. Заметки о Камчатке. 1938 год
Общий редактор тома — М. А. Цявловский, в работе над томом также принимали участие П. С. Попов, А. И. Заозерский, Б. И. Коплан, контрольный рецензент — В. В. Виноградов.

### Том 11. Критика и публицистика. 1949 год. Том 12. Критика. Автобиография. 1949 год
Оба тома готовились к печати под общей редакцией В. В. Гиппиуса, и в целом они были подготовлены к печати к 1941 году, но процесс подготовки к печати был прерван войной и блокадой Ленинграда. После войны подготовка томов была продолжена под руководством Б. В. Томашевского и Б. М. Эйхенбаума.
В работе по подготовке 11-го тома принимали участие В. В. Гиппиус, Б. М. Эйхенбаум, Б. В. Томашевский, С. М. Бонди, Н. В. Измайлов, В. В. Виноградов, Б. С. Мейлах, Б. И. Коплан, А. И. Заозерский, контрольный рецензент — В. В. Виноградов.
Редакторы 12-го тома: В. В. Гиппиус, Б. М. Эйхенбаум, Т. Г. Цявловская-Зенгер, Н. Г. Богословский, С. М. Бонди, Г. А. Бялый, Н. В. Измайлов, В. Л. Комарович, контрольный рецензент — В. В. Виноградов.

### Тома 13-16. Переписка. 1815—1827 — 1937 год. 1828—1831 — 1941 год. 1832—1834 — 1948 год. 1835—1837 — 1949 год
Над томами переписки работали Д. Д. Благой, М. А. Цявловский, Л. Л. Домгер, Н. В. Измайлов, Л. Б. Модзалевский, Д. П. Якубович. Всего в собрание вошло 820 писем Пушкина, часть из которых представляла собой скорее записки в несколько слов, часть же переписки содержала наброски будущих публицистических статей. По мнению Б. Л. Модзалевского, в архивах сохранилось не более трети эпистолярного пушкинского наследия. Отсутствие научных комментариев особенно отразилось на томах переписки Пушкина, так как без них для неподготовленного читателя слишком многое остаётся неизвестным и непонятным, краткие текстологические справки и указатели имён не могут заменить требуемого полноценного научного аппарата.

### Дополнительный том. Указатели и дополнения. 1959 год
В том вошли новые обнаруженные автографы и материалы, пропущенные по какой-либо причине строки и строфы, сводные указатели.

## Переиздание Полного собрания сочинений к 200-летнему юбилею Пушкина
В рамках празднования 200-летнего юбилея со дня рождения Пушкина было подготовлено переиздание Полного собрания сочинений, при этом в состав издания были включены дополнительные 17-й и 18-й тома — «Рукою Пушкина» и «Рисунки Пушкина». Справочный том, не имевший номера в оригинальном издании 1959 года, при переиздании получил номер 19.

### Том 17 (дополнительный). Рукою Пушкина. 1997 год
Том озаглавлен «Выписки записи разного содержания. Официальные документы», в него включены ранее неизвестные подстрочные переводы, записки бытового и финансового характера, надписи в альбомах и другое рукописное наследие Пушкина, ранее не включавшееся в полное собрание сочинений. В основу тома положено издание 1935 года — "Рукою Пушкина. Несобранные и неопубликованные тексты ", подготовленное М. А. Цявловским, Л. Б. Модзалевским и Т. Г. Зенгер.

### Том 18 (дополнительный). Рисунки. 1996 год
Приведены и систематизированы более 400 рисунков Пушкина, сделанных им в рукописях и на отдельных листах, с распределением по тематике и с комментариями. В основу положена работа Т. Г. Цявловской по сбору и систематизации рисунков Пушкина, не вошедшая оригинально в Полное собрание сочинений.

### Том 19 (информационно-справочный). Дополнения и исправления. Указатели. Каталог рисунков. Путеводитель по Пушкину. 1997 год
Ранее не имевший нумерации дополнительный том, изданный в 1959 году, при переиздании в 1997 году получил номер 19. Включает оригинальные дополнения и исправления, изданные в 1959 году, указатели ко всему собранию сочинений, включая вновь изданные 17-й и 18-й тома, каталог рисунков Пушкина, а также «Путеводитель по Пушкину», впервые изданный в 1931 году в качестве приложения к журналу «Красная Нива».

## Критические отзывы
Драматическая судьба подготовки академического издания и отдельных её участников не отменили самого факта урона качеству собрания, нанесённого принятыми решениями по изъятию научного аппарата издания. Полное собрание не обеспечивает читателей, литературоведов мотивировками выбора основного текста и даты его создания. Отсутствует исследование его творческой истории — истории замысла и создания произведения, а также анализ рукописных (черновых и всех дальнейших) версий и анализ прижизненных печатных текстов, которые должны дать представление о творческой работе Пушкина над своими произведениями. Пушкинисты также сходятся в том, что научный аппарат должен содержать анализ источников произведения, его места в творчестве Пушкина и мировом литературном контексте. По мнению известного пушкиниста Измайлова, академическое собрание, с учётом объёма и содержания отдельных произведений, должно содержать расшифровку исторических, философских, литературных, мифологических, бытовых деталей и понятий по ходу текста, а также алфавитный указатель имён и понятий в конце каждого тома.
Один из директоров Пушкинского Дома Н. Н. Скатов отмечал также, что для полноты академического собрания оно должно было включать все материалы, написанные собственной рукой Пушкина, в то время, как в вышедшее Полное собрание не были включены пушкинские записи народного фольклора, в частности — «Записи народных песен и сказок», а также деловая переписка — «Записки официального назначения. Выписки и записи разного содержания». Непоправимый урон изданию был нанесён отменой публикации тома, посвящённого рисункам Пушкина, ранее заявленного в качестве особого тома в составе собрания.